# Ninja faktor
Ninja faktor a taky Ninja faktor žen (Sasuke či Ninja Warrior) je japonská televizní soutěž konaná na úpatí hory Midorijama (Midorijama Studio – 2100, Midorijama, Aoba-ku, Jokohama-ši, Japonsko). Na začátku (po kvalifikaci) je ve hře 100 soutěžících a 4 úseky. Většina soutěžících však vypadne hned v prvním úseku a do posledního čtvrtého se nedostane skoro nikdo. V historii soutěže vyhráli jen 4 lidé (ve 4. klání 16. října 1999 lovec krabů Kazuhiko Akijama, v 17. klání 11. října 2006 kapitán rybářské lodi Makoto Nagano ve 24. klání 1. ledna 2010 prodavač bot Judži Urušihara, který vyhrál ještě v 27. turnaji). V 31 klání vyhrál Morimoto Yusuke. Své štěstí pokoušeli i vítězové z olympijských her, ale také nevyhráli. Pod překážkami se nachází nádrž s vodou, když se někdo dotkne vody tak vypadne. Na konci všech úseků kromě třetího musí soutěžící zmáčknout červené tlačítko dříve než mu uběhne stanovený čas.
Verzi Ninja faktoru pro ženy (Kunoiči) zaměřenou více na obratnost a rovnováhu dokončila 3x akrobatická tanečnice Ajako Mijake (3., 4. a 5. klání ve dnech 25. prosince 2004, 7. ledna 2006 a 20. září 2006) a poté i v 8. klání (7. října 2009) muzikálová tanečnice Satomi Kadoi a moderátorka zpráv Rie Komija. V roce 2016 proběhne 32. klání. Turnaj proběhne na jaře.

## Úseky
Velmi často se to mění. Každou chvíli je to jinak.
- 1. Závodník má zde 60 až 130 sekund. První překážka má název 12 klád. Soutěžící je musí přeskákat. Pak ho čeká vratký most, ten musí přeběhnout, a pak už jde na stisk klády, na které se musí udržet. Pak následuje pavoučí skok. Soutěžící musí přeskákat mezi dvěma stěnami. Když je hotov, běží na útok na rampu, kde se chytí lana, odrazí se od rampy, a přistane na pevné zemi. To vše ale hrozně rychle. Pak se musí malinko rozběhnout, vyskočit a přitáhnout se na 5 metrů vysokou zeď, to je skok na rampu. Předposlední překážka je skok do sítě, soutěžící se chytí kruhu, sklouzne dolů, skočí do sítě, tu pak přeleze nebo podleze, a čeká ho poslední překážka, tam se zhoupne na laně do sítě, kterou pak vyšplhá. Když to stihne, zmáčkne tlačítko a už postupuje do 2. kola.
- 2. Zde bývá 50 až 100 sekund. První překážka: Soutěžící se postaví na něco jako skejt, sjede dolů a chytí se lana, na kterém se zhoupne na pevninu. Pak ho čekají obávané rybí schůdky. Tam se chytí tyče, a musí s ní "skákat" ve vzduchu na výstupky. Když to zvládne, je přímo před vratkým můstkem, zavěšeným ve vzduchu na řetězech. 1. je na čtyřech, 2. na dvou. Pak následuje kolotoč. Nakonec musí zvednout 3 různě těžké zdi.
- 3. Tento úsek není časově omezen, ale je nejtěžší. Začíná ručními kruhy. Po nich následuje stisk koule a ďáblův žebřík. Čtvrtou překážkou je závěs na skále, který byl upraven po vítězství Makota Nagana. Prvním, kdo ho překonal byl Tošihiro Takeda. Pak následují skákání na hrazdách, vzestupné lezení, pavoučí let a sjezd na kruhu. v minulosti sem patřily také např. vzepření těla, ruční kolo, rotující tyče nebo tyčový kluzák.
- 4. Je to jako věž, nejprve býval šplh 15 metrů do 30 sekund, poté pavoučí lezení 12,5 metru spolu se šplhem 10 metrů do 30 sekund a v dalších sériích žebřík a lano na 45 respektive 40 sekund. Když se nahoru dostane včas, tak dosahuje celkového vítězství.

## Významní soutěžící
Hiroyuki Asaoka –
Ken Hasegawa, –
Naoki Iketani, –
Shinji Kobayashi,
Daisuke Miyazaki,
Shunsuke Nagasaki,
Daisuke Nakata,
Yoshiyuki Okuyama,
Akira Omori,
Hiromichi Sato,
Kenji Takahashi,
Yuuji Washimi,
Koji Yamada,
Masaaki Kobayashi,
Yusuke Morimoto,
Wakky,
Kosuge Yamaguchi,
Kane Kosuge,
Shane Kosuge,
Paul Anthony Terek,
Morgan Hamm,
Paul Hamm
Minoru Kuramochi
All stars team:
Makoto Nagano,
Kazuhiko Akiyama,
Shingo Yamamoto,
Toshihiro Takeda,
Bunpei Shiratori, v
Katsumi Yamada,
New stars team (shin sedai):
Yuuji Urushihara, dvojnásobný vítěz
Hitoshi Kanno,
Koji Hashimoto,
Naoya Tajima,
Jun Sato,
Ryo Matachi,
Asa Kazuma
Zahraniční soutěžící :
USA
Levi Meeuwenberg,
Brian Orosco,
David Campbell,
Travis Rosen,
Paul Kasemir,
James Mcgrath,
Brent Steffensen,
Brian Arnold
Taiwan
Lee Yen Chi
Bulharsko
Jordan Jovtchev

Makoto Nagano :
```
  Je povoláním rybář a jeden ze čtyř výherců Ninja Factoru. Pětkrát byl ve finále a jednou uspěl. V roce 2011 vydal své album a má dvě děti.
```

Toshihiro Takeda :
Takeda už není hasič ale sportovní trenér a také člen All stars teamu. Tento veterán se stále nedočkal finálového kola a pokaždné vypadne těsně před branami finále.

Shingo Yamamoto :
Tento účastník je nejčastějším účastníkem Ninja Factoru. Nevynechal ani jedno klání a převážně dopadl úspěšně. Jeho forma však na posledním turnaji spadla, když vypadl hned na první překážce. Do finále se dostal jednou, tam však neuspěl.

Bunbei Shiratori :
To je také jedna z legend Ninja factoru. Pokaždé se dostal daleko ale zbrzdilo ho zranění. Vynechal několik turnajů a když se vrátil tak se znovu zranil. Momentálně Ninja Factor nehraje, ale možná se vrátí.

Katsumi Yamada :
Nejstarší legenda ukončila prozatím turnaje v Ninja factoru. Padesátiletý Yamada byl několikrát ve třetím úseku a ve finále jednou. Ale následně se už přes první úsek nedostal
Yuuji Urushihara :

Dvojnásobný šampion Urushihara je průběžně nejlepším soutěžícím. Nikdo nevyhrál dvakrát Ninja factor jako on. V posledním turnaji však vyhořel a prohrál hned v prvním úseku